# Gianni Caldana
Gianni Caldana (Italia, 19 de noviembre de 1913-6 de septiembre de 1995) fue un atleta italiano, especialista en la prueba de 4 x 100 m en la que llegó a ser subcampeón olímpico en 1936.

## Carrera deportiva
En los JJ. OO. de Berlín 1936 ganó la medalla de plata en los relevos 4 x 100 metros, con un tiempo de 41.1 segundos, llegando a meta tras Estados Unidos (oro con 39.8 segundos) y por delante de Alemania (bronce), siendo sus compañeros de equipo: Orazio Mariani, Elio Ragni y Tullio Gonnelli.